# Верхний Кани
Ве́рхний Кани́ (осет. Уæллаг Хъæни) — село в Пригородном районе республики Северная Осетия-Алания. Входит в состав Кармадонского сельского поселения. 

## География
Село расположено на левом берегу реки Геналдон, примыкая  к южной окраине села, сельского центра, Кармадон.  

## Архитектура

### Оборонительные сооружения
Башня Бердиковых (осет. Бердыхъаты мæсыг), расположена на восточной окраине селения, рядом с кладбищем. В плане четырехугольная (4,50 × 4,35 м). Цоколь фундамента (высота — 0,70 м) выступает на 0,50—1,20 м от поверхности стены. Входным проемом арочной формы, расположенным на высоте 3,20 м, ориентирована на юг. Размеры проема: ширина — 0,75 и 1,00 м, высота — 0,90 и 1,25 м, толщина стены 0,85 м. Вход отстоит на 0,55 м от уровня современного пола. Стены 1-го яруса сохранили следы глинистой обмазки. В северной стене на высоте 1,00 м от пола отмечено сквозное смотровое отверстие (бойница?).
Камера 1-го яруса в плане неправильной четырехугольной формы (2,50, 2,75, 2,40 и 2,57 м). Перекрыта она куполом с двумя крестообразно пересекающимися гуртами, пространство между которыми заполнено последовательно выдвигаемыми и нависающими друг над другом рядами горизонтально уложенных сланцевых плит. В юго-восточном углу перекрытия 1-го яруса, имеющего высоту 3,50 м, зафиксирован прямоугольный в плане лаз, ведущий на 2-й этаж. Стены последнего, высотой до 1,50 м, сложены из разноразмерных камней на глинистом растворе; площадь 2-го этажа 2,60 × 2,65 м. Толщина стен — 0,65 м, все они прорезаны бойницами. Высота башни с учетом высоты цоколя фундамента равна 8,35 м.

### Погребальные сооружения
Склеповый могильник. На юго-восточной окраине села обследовано 9 разнотипных склеповых сооружений, вокруг которых расположено современное кладбище.

## Население
| 2002 | 2010 | 2021 |
| ---- | ---- | ---- |
| 45   | ↗57  | ↘44  |